# Cadlinella sagamiensis
Cadlinella sagamiensis is een slakkensoort uit de familie van de Chromodorididae. De wetenschappelijke naam van de soort is voor het eerst geldig gepubliceerd in 1937 door Baba.